# Johnny Tsunami
Johnny Tsunami (no Brasil, Johnny Tsunami - O Surfista da Neve) é um filme original do Disney Channel, lançado em 1999.[carece de fontes?] É o antecessor de Johnny Kapahala: Back on Board, lançado em Junho de 2007.
O longa atingiu mais de 4,2 milhões de espectadores na sua estreia. 

## Enredo
Johnny Kapahala (Brandon Baker) está vivendo no Havaí. Johnny tem bons amigos, uma boa família, e um avô que é uma lenda do surf. Mas assim, seu pai consegue um emprego e faz sua esposa e Johnny se mudarem para Vermont.
Na nova cidade de Johnny, existem duas escolas: uma é a escola particular onde todos os estudantes são esquiadores, e a o outra é uma escola pública onde todos os estudantes praticam snowboard. Embora Johnny vá para a escola de esquiadores, prefere snowboard pois acha que este se parece mais com o surf. Contudo, ele tem dificuldade primeiramente, mas eventualmente aprende o snowboard com a ajuda de Sam Sterling (Lee Thompsom Young). Enquanto na sua nova escola, Johnny conhece uma garota chamada Emily (Kirsten Storms), e se tornam bons amigos. No entanto, um esquiador chamado Brett gosta de Emily também. 
Durante um incidente na montanha, os Ouriços (estudantes da escola pública) decidem descer no lado que pertence aos esquiadores e são confrontados com os Skies (alunos da escola particular). Uma rápida briga se inicia entre Johnny e Brett, mas são imediatamente dispersos quando um guarda-florestal da neve chega. Quando chega em casa após uma reunião com seus pais e principais referentes à briga com Brett, Sam conta à Johnny que ele se mudará para Islândia devido às ordens do pai, que é sargento na U.S. Marine Corps. Com a intenção de fazer algo para impedir a mudança, Johnny e Sam embarcam em um avião de carga para o Havaí ficar na casa do avô de Johnny. Lá, eles tem tempo para desfrutar do clima quente e surfar, mas decidem voltar com o avô, o famoso Johnny Tsunami. Para a surpresa de Johnny, seu avô tem grande capacidade de praticar snowboard e decidem enfrentar os esquiadores no lado deles e ver quem são os melhores. Brett e sua turma aceitam o desafio de Johnny e seu avô. 
Se Johnny ganhar, os esquiadores devem compartilhar a montanha com o snowboard. Se a vitória for de Brett, então terá que receber a Medalha Tsunami, um prêmio atribuído ao melhor surfista no Havaí. Johnny derrota Brett, permitindo que ele e Emily comecem um relacionamento. Os dois irmãos que são donos dos lados opostos da montanha finalmente revelam suas histórias. Seus pais não puderam chegar a um acordo quando herdaram a montanha, e acabaram dividindo-a entre as duas famílias. Após a corrida, eles finalmente se re-uniram.

## Elenco
- Brandon Baker como Johnny Kapahaala
- Yuji Okumoto como Pete
- Mary Page Keller como Melanie
- Lee Thompson Young como Sam Sterling
- Kirsten Storms como Emily
- Zachary Bostrom como Brett
- Gregory Itzin como Headmaster Pritchard
- Cylk Cozart como Sgt. Sterling
- Steve Van Wormer as Randy
- Cary-Hiroyuki Tagawa como Johnny Tsunami
- Gabriel Luque como Matt
- Taylor Moore como Jake
- Anthony DiFranco como Eddie
- Noah Bastian como Aaron
- Anne Sward como Sra. Arthur

## Produção
As cenas em Vermont foram filmadas em Utah. Todas as cenas de esqui e snowboard foram filmadas na Brighton Ski Resort em Utah.

## Trilha Sonora
Músicas que tocam durante o filme:
- "The Way" - Fastball
- "Fire Escape" - Fastball
- "Nowhere Road" - Fastball
- "Rolled" - Jeffries Fan Club
- "Crystal 52" - Jeffries Fan Club
- "So Down" - Jesse Camp and the 8th Street Kidz
- "Life Jacket" - Simon Says